# داین ابوت
دایَن جولی ابوت (به انگلیسی: Diane Julie Abbott) (زادهٔ ۲۷ سپتامبر ۱۹۵۳) سیاستمدار بریتانیایی از حزب کارگر است که از اکتبر ۲۰۱۶ به سمت وزیر در سایهٔ کشور منصوب شد. او در سال ۱۹۸۷ از حوزهٔ انتخابیهٔ هکنی نورت و استوک نوینگتون به عنوان نمایندهٔ مجلس عوام به پارلمان بریتانیا راه یافت و از آن زمان تاکنون در مجلس حضور دارد. او اولین زن سیاه‌پوستی است که به نمایندگی مجلس عوام انتخاب شد.